# فرانسیس بانکی
فرانسیس بانکی (انگلیسی: Francis Banecki؛ زادهٔ ۱۷ ژوئیهٔ ۱۹۸۵) بازیکن فوتبال اهل آلمان است.
از باشگاه‌هایی که در آن بازی کرده‌است می‌توان به باشگاه فوتبال آینتراخت برانشوایگ و باشگاه ورزشی وردر برمن اشاره کرد.
وی همچنین در تیم‌های ملی فوتبال جوانان آلمان و زیر ۲۰ سال آلمان بازی کرده‌است.